# Ramesh Bais
 (avril 2023).
Ramesh Bais, né le 2 août 1947 à Raipur (Madhya Pradesh), est un homme politique indien.
Il est le 23e gouverneur du Maharashtra de 2023 à 2024. Bais est également gouverneur du Jharkhand de 2021 à 2023 et gouverneur du Tripura de 2019 à 2021. Il est membre du parti Bharatiya Janata et ministre d'État pour l'environnement et les forêts dans le gouvernement d'Atal Bihari Vajpayee. Bais est élu sept fois au Lok Sabha, la chambre basse du Parlement indien, représentant la circonscription de Raipur, notamment en tant que membre de la 9e législature de la Lok Sabha (de 1989 à 1994) et de la 11e à la 16e législature de la Lok Sabha (de 1996 à 2019).

## Vie privée
Bais naît le 2 août 1947 à Raipur, dans l'État du Madhya Pradesh (maintenant dans celui du Chhattisgarh). Il épouse Rambai Bais le 1er mai 1968. Ils ont un fils et deux filles. Bais est agriculteur de profession.

## Éducation
Ramesh Bais assiste aux cours de l'enseignement secondaire supérieur de l'ESB[Quoi ?] de Bhopal, dans l'État du Madhya Pradesh.

## Carrière politique
Bais est élu pour la première fois à la municipalité de Raipur en 1978. Il remporte l'élection de l'Assemblée parlementaire de l'État de 1980 dans la circonscription de Mandir Hasod, mais perd celle de 1985 face à son rival du Congrès, Satyanarayan Sharma. Il est élu pour la première fois au parlement indien en tant que membre de la 9e législature de la Lok Sabha en 1989, pour un seul mandat seulement, mais est réélu à partir de 1996 dans les 11e, 12e, 13e, 14e, 15e et 16e législatures.

### Mandats occupés[3]

#### Au niveau de l'État
- 1978 : Conseiller municipal de Raipur
- 1980-85 : Membre de l'Assemblée législative du Madhya Pradesh
- 1980-82 : Membre du Comité des estimations de l'Assemblée législative du Madhya Pradesh
- 1982-85 : Membre du Comité de la bibliothèque de l'Assemblée législative du Madhya Pradesh
- 1982-88 : Membre du Parti Bharatiya Janata dans l'État du Madhya Pradesh

#### Au niveau fédéral
- 1989 : Élu dans la 9e circonscription de la Lok Sabha
- 1989-90 & 1994-96 : Vice-président du parti Bharatiya Janata dans l'État du Madhya Pradesh
- 1990-97 : Membre du Comité des Comptes Publics et membre du Comité Consultatif rattaché au Ministère de l'Acier et des Mines
- À partir de 1993 : Membre du Comité Exécutif national de son parti
- À partir de 1994 : Membre du Comité Exécutif du parti dans l'État du Madhyar Pradesh
- 1996 : Élu à la 11e Lok Sabha (2e mandat)
  - Membre de la Commission de l'agriculture
  - Membre de la commission des pétitions
  - Membre du Comité Consultatif rattaché au Ministère de l'Industrie
- 1998 : Élu à la 12e Lok Sabha (3e mandat)

#### Ministre fédéral
Il occupe le poste de ministre d'État dans les deuxième et troisième gouvernements Vajpayee, détenant divers portefeuilles tels que celui de l'Acier, des Mines, des Produits chimiques et Engrais, de l'Information et de la Radiodiffusion, ainsi que celui de ministre d'État de l'environnement et des forêts.
- 1998-99 : Ministre d'État fédéral de l'Acier et des Mines
- 1999 : Élu à la 13e Lok Sabha (4e mandat)
- Du 13 oct. 1999 au 30 sept. 2000 : Ministre d'État des Produits chimiques et Engrais
- Du 30 septembre 2000 au 29 janvier 2003 : ministre d'État de l'Information et de la Radiodiffusion
- Du 29 janv. 2003 au 8 janv. 2004 : Ministre d'État au ministère des Mines
- Du 9 janvier 2004 à mai 2004 : Ministre d'État au ministère de l'Environnement et des Forêts
- 2004 : Élu à la 14e Lok Sabha (5e mandat)
  - Membre du Comité du pétrole et du gaz naturel
  - Membre de la Commission des comptes publics
  - Membre du Comité consultatif du ministère de l'Énergie
  - Membre du Ministère du charbon et des mines
- À partir du 5 août 2007 : À nouveau membre du Comité du pétrole et du gaz naturel
- 1 mai 2008 : Membre de la Commission des entreprises publiques
- 2009 : Élu à la 15e Lok Sabha (6e mandat)
- 2009-2014 : Whip en chef du parti Bharatiya Janata à la Lok Sabha (BJP)
- 6 août 2009 : À nouveau membre de la Commission des entreprises publiques
- 31 août 2009 : Membre pour la troisième fois de la Commission du pétrole et du gaz naturel
- 23 septembre 2009 : Membre du Comité des règles
- 1 mai 2010 : Membre de la Commission des entreprises publiques, pour la troisième fois
- 2014 : Élu à la 16e Lok Sabha (7e mandat)
- De sept. 2014 à mai 2019 : Nommé président du Comité permanent sur la justice sociale et l'autonomisation

#### Gouverneur
- Juillet 2019 – juillet 2021 : Nommé 18e gouverneur de Tripura[4]
- 14 juillet 2021 - 12 février 2023 : Nommé 10e gouverneur du Jharkhand[5]
- 12 février : Nommé 23e gouverneur du Maharashtra par le président de l'Inde en février 2023 à la suite de la démission du précédent gouverneur Bhagat Singh Koshyari[6].

#### Mandat de gouverneur du Jharkhand
En tant que 10e gouverneur du Jharkhand, Bais fait face à des tensions notables avec le gouvernement de l'État dirigé par Hemant Soren pendant son mandat. L'un des problèmes les plus importants est son incapacité à divulguer[pas clair] la recommandation de la Commission électorale sur le maintien de Soren en tant que député, au sujet d'une affaire minière. Bais critique également la culture du travail dans le Jharkhand et signale des problèmes importants concernant la loi et l'ordre. Il retoque plusieurs projets de loi du gouvernement de l'État en invoquant diverses lacunes, notamment des projets de loi adoptés par le gouvernement sous la direction d'Hemant Soren et la formation du Conseil consultatif tribal. Bais affirme qu'il travaille conformément à la Constitution pour l'amélioration de l'État et a déclaré que son successeur déciderait du sort des projets de loi en suspens et des questions inachevées,.